# Alexander Walkenhorst
Alexander Walkenhorst (* 30. Juli 1988 in Essen) ist ein deutscher Volleyball- und Beachvolleyballspieler und Unternehmer.

## Karriere
Walkenhorst spielte in den Jahren 2004 bis 2006 diverse Jugendturniere mit Jan-Hendrik Geilen, Daniel Wernitz und Marcel Werzinger. Am 3. Juni 2005 gab er an der Seite von Werzinger bei der Qualifikation zum Turnier in München sein Debüt in der deutschen Serie. 2007 bildete er mit Denis Berken ein neues Duo, das bei der deutschen Meisterschaft Siebter wurde. Im folgenden Jahr verpassten Walkenhorst/Berken in Timmendorfer Strand durch eine Niederlage gegen Böckermann/Götz nur knapp die Medaillenränge. Das gleiche Ergebnis gab es anschließend bei der U21-Weltmeisterschaft in Brighton, die Walkenhorst allerdings mit Matthias Penk spielte. Wegen eines Streits beim Turnier in München trennte sich Walkenhorst von Berken. Im August 2009 gewann er mit Stefan Windscheif die U23-Europameisterschaft in Kaliningrad und das Duo wurde Fünfter der deutschen Meisterschaft. 2010 gelangen Walkenhorst mit seinem neuen Partner Tilo Backhaus einige Erfolge in der nationalen Turnierserie. Bei der Europameisterschaft in Berlin schied er mit Kay Matysik als Gruppendritter nach der Vorrunde aus. Zwei Wochen später unterlag er mit Penk bei der U23-EM in Kos erst im Finale.
Nachdem Walkenhorst zu Beginn des Jahres von den A!B!C Titans Berg. Land zum TV Rottenburg gewechselt war, trat er im April 2011 bei den Brasília Open erstmals mit Thomas Kaczmarek an. Nach einigen Medaillen bei deutschen Turnieren gewannen die Rottenburger im Juni das CEV Satellite-Turnier in Lausanne. Anschließend triumphierten sie auch beim CEV-Masters in Niechorze und beim Challenger-Turnier in Warna. 2012 belegten Kaczmarek/Walkenhorst bei der Europameisterschaft in Scheveningen den fünften Platz und gewannen das CEV-Masters in Novi Sad. Wegen einer Verletzung von Thomas Kaczmarek spielte Walkenhorst seit August 2012 mit Eric Koreng. Koreng/Walkenhorst wurden in Timmendorf auf Anhieb deutscher Vizemeister. Im Sommer 2012 begann Walkenhorst zudem eine Trainerlaufbahn bei der BeachZeit, einem Beachvolleyball-Campanbieter den er u. a. in der Türkei, aber auch bei mehreren Deutschlandterminen unterstützte.
Nach der Trennung von Koreng bildete Walkenhorst im Sommer 2013 ein Duo mit Lars Flüggen. Flüggen/Walkenhorst gewannen das CEV-Satellite-Turnier in Lausanne und belegte jeweils den zweiten Platz beim CEV-Masters in Novi Sad und beim FIVB Open in Anapa. Bei der Europameisterschaft in Klagenfurt erreichten sie den fünften Platz. Später wurden sie deutscher Vizemeister. Ab 2014 spielte Walkenhorst wieder mit seinem ehemaligen U23-Partner Stefan Windscheif. Nach schlechteren Ergebnissen bei der Weltmeisterschaft in den Niederlanden und bei der Europameisterschaft in Klagenfurt trennten sich Walkenhorst und Windscheif im August 2015. 2016 spielte Walkenhorst mit verschiedenen Partnern, u. a. mit Bennet Poniewaz und mit Kay Matysik. Bei der deutschen Meisterschaft belegten Matysik/Walkenhorst den dritten Platz. Mit Lorenz Schümann gewann Walkenhorst das CEV-Satellite-Turnier im ungarischen Siófok.

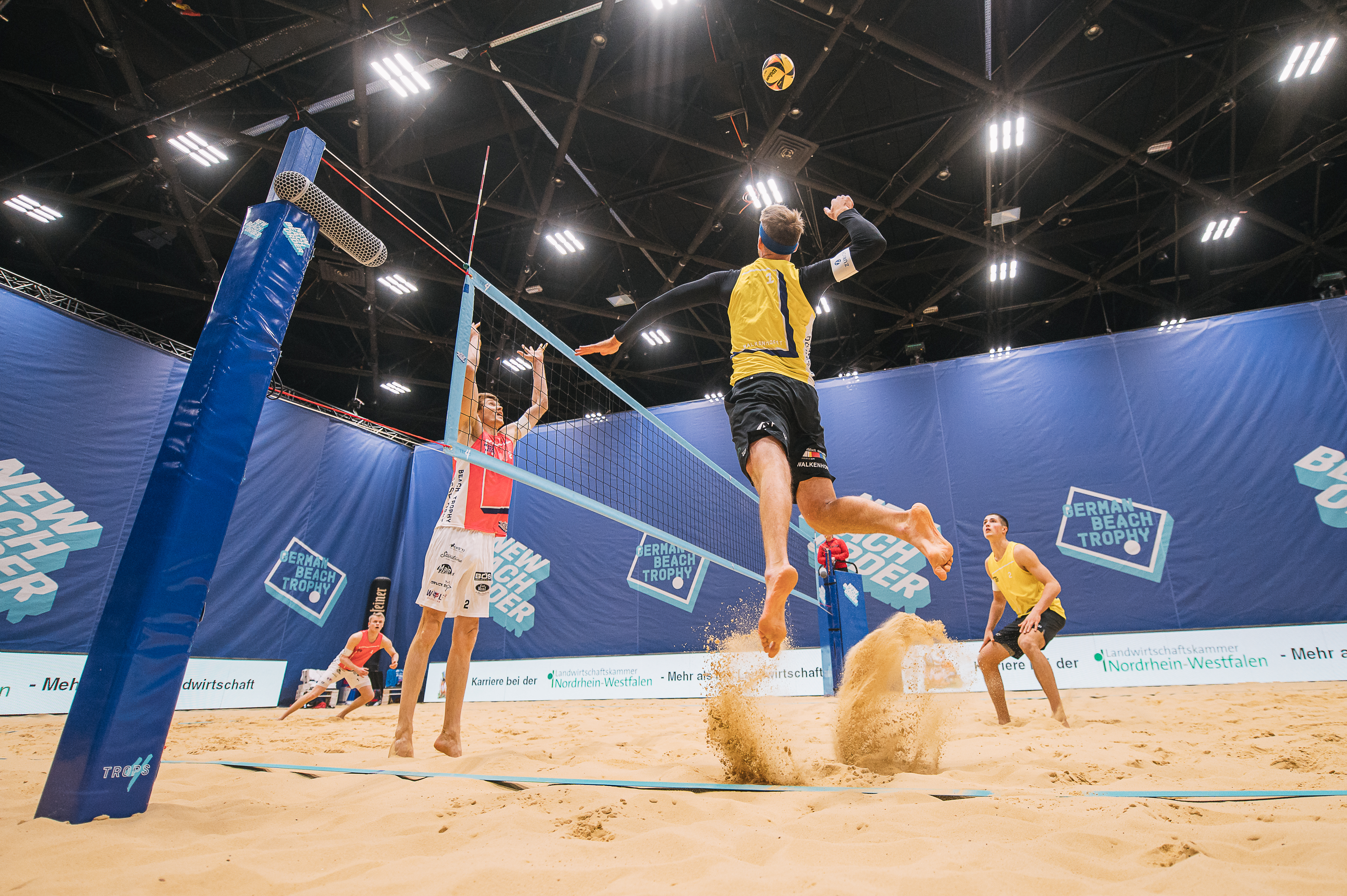
Alexander Walkenhorst mit Sven Winter bei der German Beach Trophy 2021 in Düsseldorf gegen Wolf/Wolf

Von 2017 bis 2021 spielte Walkenhorst mit Sven Winter. Größte Erfolge des Duos waren unter anderem ein dritter Platz beim 3-Sterne-Turnier der FIVB World Tour in Kish Island und beim 2-Sterne-Turnier in Aydin. Für die Heim-WM 2019 in Hamburg wurden Alexander Walkenhorst und Sven Winter mit einer Wildcard ausgestattet; Walkenhorst musste die Teilnahme aber wegen einer Handgelenksverletzung absagen und fiel für den Rest der Saison aus. Im November 2019 erreichten Walkenhorst/Winter beim FIVB 4-Sterne-Turnier im mexikanischen Chetumal den vierten Platz. Im Juni/Juli 2020 unterlagen sie im Finale der Beach-Liga gegen Dirk Westphal und Max Betzien. Bei der deutschen Meisterschaft 2020 erreichten Walkenhorst/Winter den dritten Platz.
Anfang 2021 nahmen die beiden an der von Walkenhorst mitausgerichteten German Beach Trophy teil und setzten sich im Playoff-Finale in Düsseldorf gegen Betzien/Schneider durch. Im Finale des zweiten Turniers im Frühjahr 2021 gelang Walkenhorst/Winter die Titelverteidigung gegen Rudy Schneider und Nejc Zemljak. Im letzten Qualifikationsturnier um einen Startplatz für die Olympischen Spiele 2020 gingen Walkenhorst/Winter mit Ehlers/Flüggen an den Start und schieden im Halbfinale gegen den späteren Sieger Schweiz aus. Bei der deutschen Meisterschaft am Timmendorfer Strand gewannen Walkenhorst/Winter nach einem Finalsieg gegen Bergmann/Harms den Titel. Dies war gleichzeitig der letzte gemeinsame Auftritt des Teams Walkenhorst/Winter. Walkenhorst kündigte an, sportlich kürzerzutreten, um sich auf seine anderen Aktivitäten (siehe nächster Abschnitt) konzentrieren zu können. Bei der German Beach Tour 2022 trat er mit wechselnden Partnern an, bei den deutschen Meisterschaften belegte er mit Max Betzien den 9. Platz. Dies stellte auch den letzten Auftritt von Walkenhorst auf der höchsten deutschen Tour dar. 

## Online-Aktivitäten und Turnierorganisation

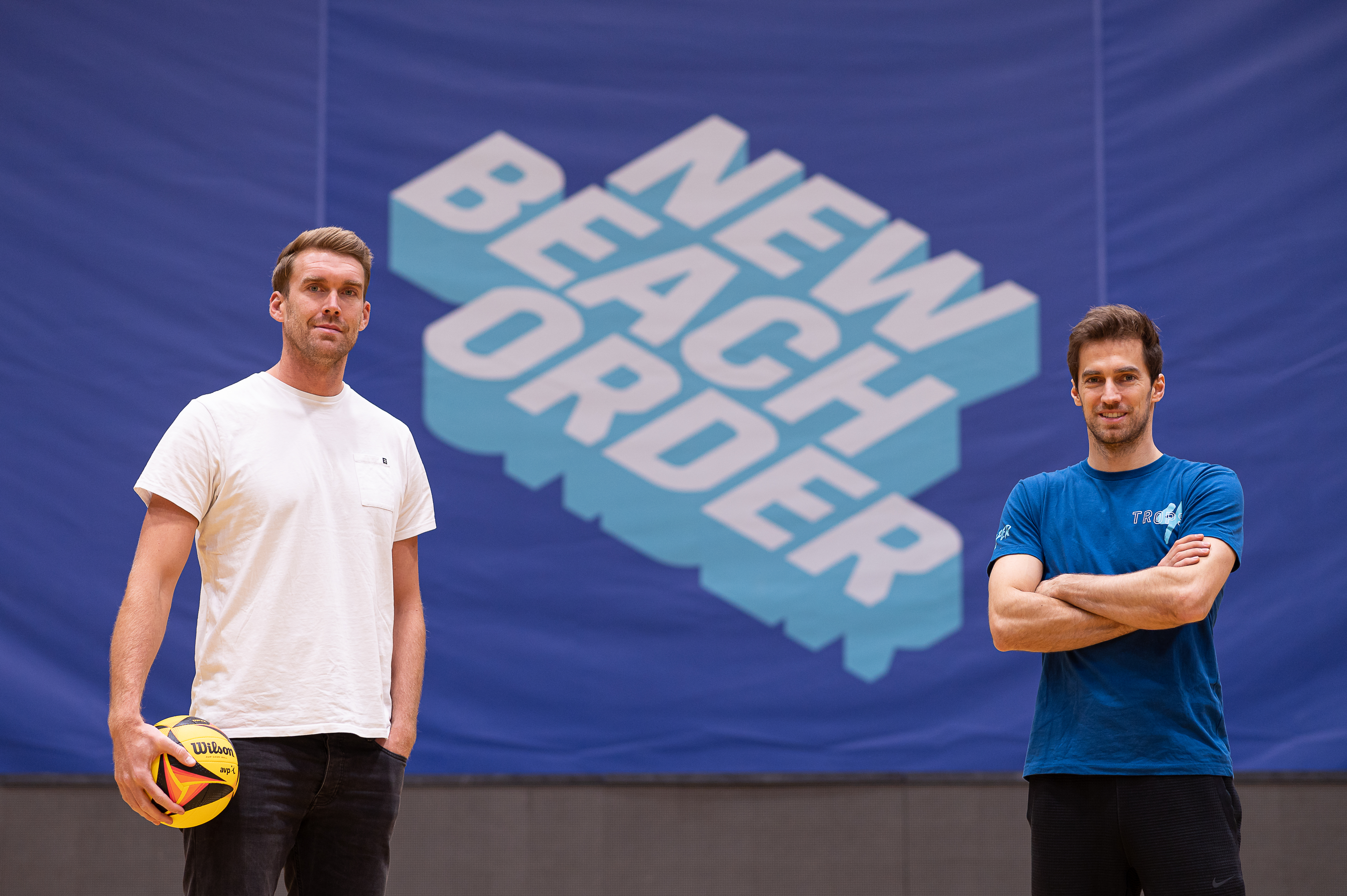
Alexander Walkenhorst und Daniel Wernitz vor dem Logo der New Beach Order

Gemeinsam mit Dirk Funk betreibt Walkenhorst seit dem 24. März 2019 den Volleyball-Podcast SCAM - Sports Content And More (früher: Ohne Netz und sandigen Boden). In den ersten Episoden war Walkenhorsts ehemaliger Beach-Partner Daniel Wernitz Teil des Podcast-Teams.
Im Sommer 2020 initiierte Walkenhorst mit seinen Podcast-Kollegen Dirk Funk und Wernitz aufgrund des Ausfalls der Techniker Beach Tour mit der Beach-Liga eine alternative Veranstaltung. Bei dieser spielten jeweils acht Frauen- und Männerteams je viermal gegeneinander und ermittelten in einem Final Four den Gewinner der Liga. Aus den Übertragungen bei Twitch entwickelte das Team dann den allgemeinen Sportsender Trops4, der seit Ende August 2021 Spontent heißt. Dort werden auch Veranstaltungen außerhalb des Beachvolleyballs gezeigt. Trops4 war zunächst auch bei der Comdirect Beach Tour 2020 vertreten, bevor die Kooperation wegen eines Streits zwischen Walkenhorst und dem DVV abgebrochen wurde.
Ab Januar 2021 veranstaltete die Gruppe um Walkenhorst mehrere neue Wettbewerbe, die gemeinsam mit weiteren Aktivitäten unter dem Titel New Beach Order vermarktet wurden.
Bei der German Beach Trophy traten ähnlich wie bei der Beach-Liga 8 Teams pro Geschlecht in einem Turniersystem gegeneinander an. Der Nations Clash war ein Turnierformat, bei dem pro Geschlecht je zwei Teams aus vier Ländern antreten und je eine Siegernation ermittelt wird. Beim Format King of the Beach treten Beachvolleyballer als Einzelsportler an und versuchen, in unterschiedlichen Teamkonstellationen Punkte zu sammeln.

## Tätigkeit als TV-Experte
Unter der Dachmarke Bounce House übertrug das Team um Walkenhorst, Wernitz und Funk in den Saisons 2021/22 und 2022/23 die Volleyball-Bundesliga der Männer live auf ihrem Twitch-Kanal Spontent.
Seit der Saison 2023/24 kommentiert Walkenhorst die Spiele der Volleyball-Bundesligen der Männer und Frauen, des Bounce House Cups und des DVV-Pokals auf dem neuen Sender Dyn, der die Übertragungsrechte für diese Wettbewerbe erworben hat. Spontent zeigt ergänzend einzelne Spiele.

## Privates
Alexander Walkenhorsts Schwestern Kira (Olympiasiegerin 2016) und Pia waren ebenfalls sehr erfolgreich im Volleyball bzw. Beachvolleyball aktiv.